# MOBA-Syndrom
Das MOBA-Syndrom, Akronym für MikrOphthalmie – Brain (Hirn) Atrophie, ist eine sehr seltene angeborene Erkrankung mit den namensgebenden Hauptmerkmalen.
Synonyme sind: Syndromale Mikrophthalmie 10; MCOPS10
Die Bezeichnung wurden von den Autoren der Erstbeschreibung aus dem Jahre 2006 durch die norwegischen Kinderärzte Øivind J. Kanavin, Monika Haakonsen MD, Andrès Server MD und Mitarbeiter vorgeschlagen.

## Verbreitung
Die Häufigkeit wird mit unter 1 zu 1.000.000 angegeben, bislang wurden Betroffene in drei Familien beschrieben, die Vererbung erfolgt vermutlich autosomal-rezessiv. Die Ursache ist bislang nicht bekannt.

## Klinische Erscheinungen
Klinische Kriterien sind:
- Angeborene Mikrophthalmie, Blindheit
- zunehmende spastische Zerebralparese
- Mikrozephalie, Epilepsie, Geistige Behinderung

## Diagnose
In der Magnetresonanztomographie fortschreitende Atrophie der weißen Substanz, der Hirnrinde, des Kleinhirnes, des Balkens und des Hirnstammes.